# Saison 3 de Mask Singer
La troisième saison de Mask Singer, émission de télévision française présentant une compétition de chant de type télé-crochet, est diffusée sur TF1 du 1er avril 2022 au 13 mai 2022.
Animée par Camille Combal et produite par la société de production Hervé Hubert Productions, cette troisième saison est remportée par la danseuse bulgare Denitsa Ikonomova.

## Nouveautés
Deux autres célébrités sont invitées et, après avoir fait une prestation sous un costume, sont conviées à rejoindre le jury d'enquêteurs le temps d'un épisode.
Les costumes et les mises en scènes dévoilent des indices sur les participants.
Une compétition subsidiaire a lieu entre les 4 enquêteurs titulaires et le présentateur Camille Combal : celui qui aura deviné le plus de célébrités au terme de la saison, remportera le trophée de l'oreille d'or.
Cette saison deux vedettes internationales sont présentes et qui, comme la saison précédente, se produiront une fois chacune durant la saison, avant d'être démasquées.

## Participants

### Présentateur
Cette édition, comme les deux précédentes, est présentée par Camille Combal,.

### Enquêteurs
Le jury d'enquêteurs de cette troisième saison reste inchangé : Kev Adams, humoriste, acteur ; Alessandra Sublet, animatrice de télévision ; Anggun, chanteuse ; Jarry, humoriste.
Deux enquêteurs surprise se sont joints aux autres enquêteurs après avoir fait une prestation, masqués eux-aussi, le temps d’une soirée : Anne Roumanoff sous un masque de gorille (4e épisode) et Kendji Girac sous un masque de loup (6e épisode).

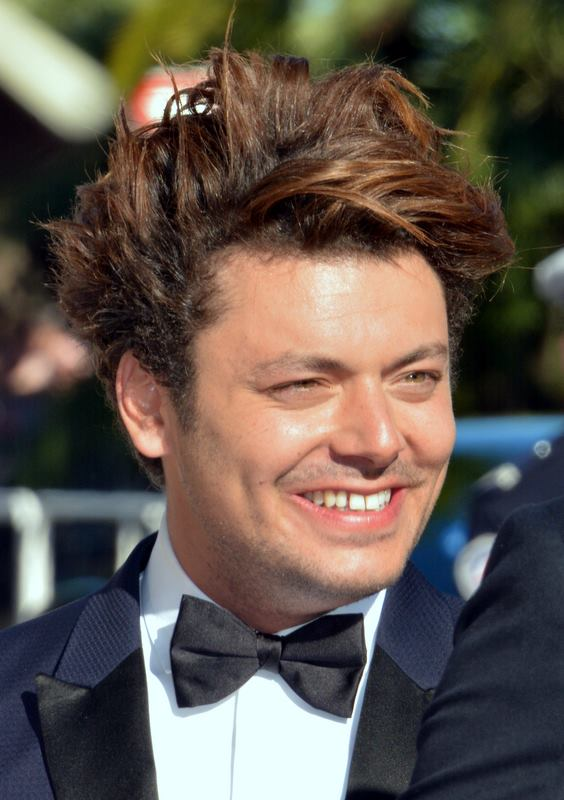
Kev Adams
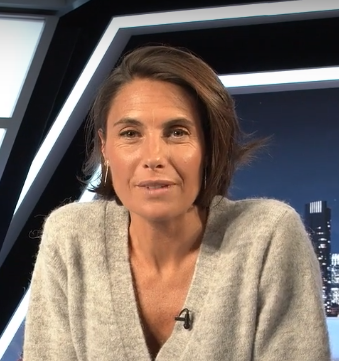
Alessandra Sublet
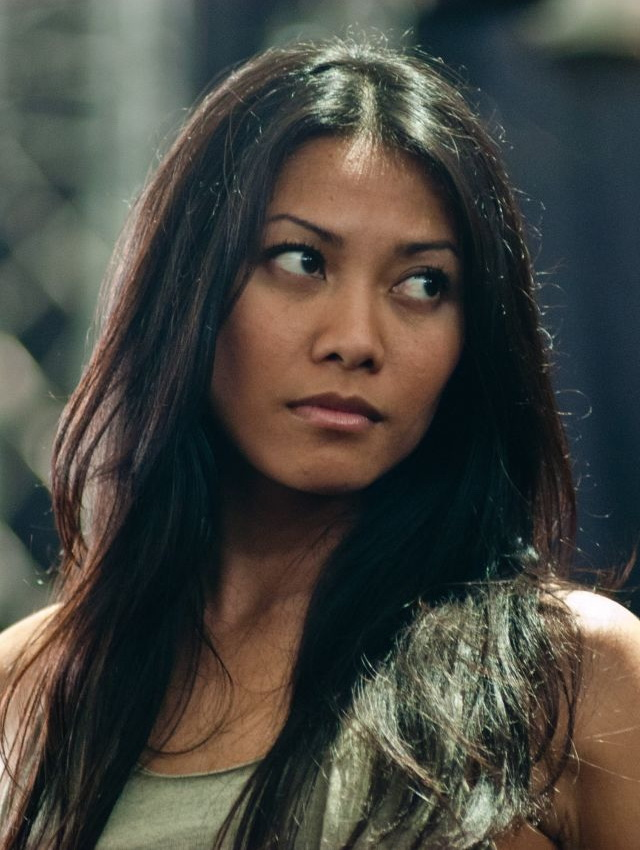
Anggun
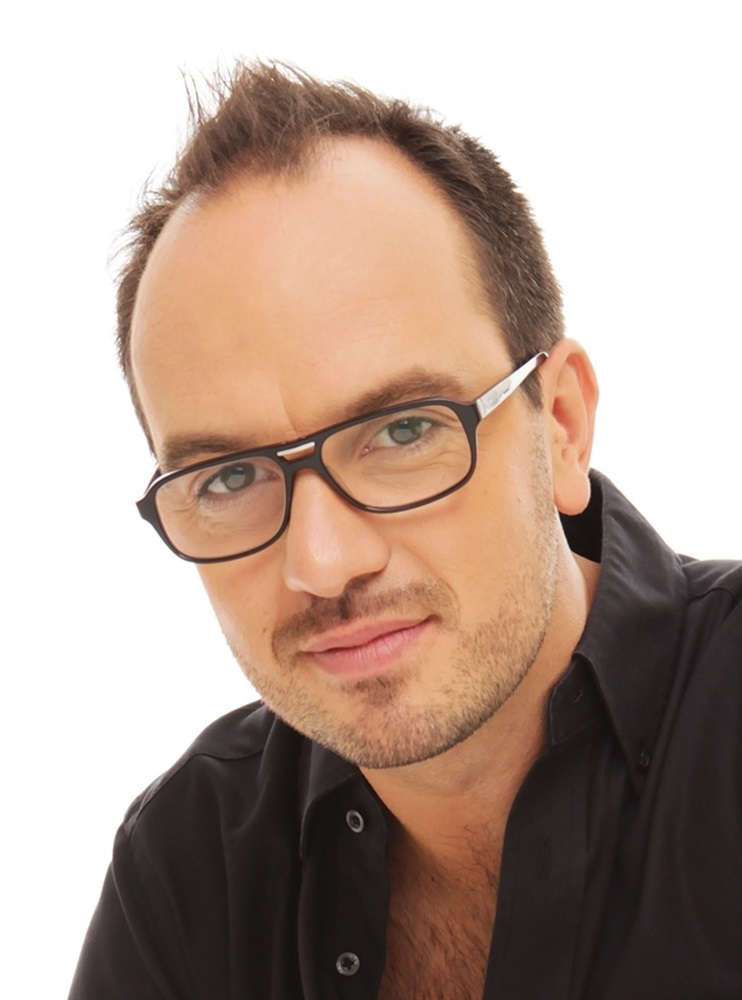
Jarry
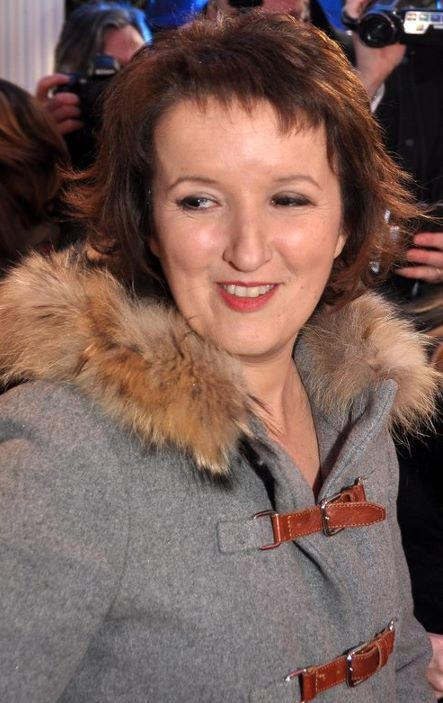
Anne Roumanoff
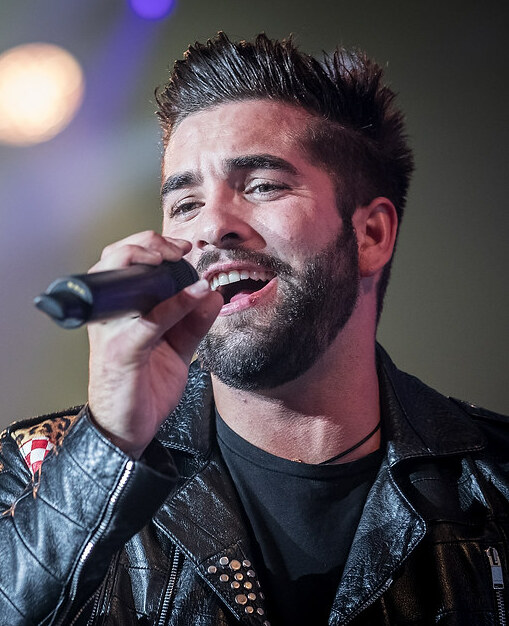
Kendji Girac

### Participants
| Personnalité         | Personnalité                            | Âge    | Occupation                                               | Costume           | Statut                        | Classement |
| -------------------- | --------------------------------------- | ------ | -------------------------------------------------------- | ----------------- | ----------------------------- | ---------- |
|                      | Denitsa Ikonomova                       | 35 ans | Danseuse et chorégraphe                                  | Papillon          | Démasqués lors du 7e épisode  | 1re        |
| Valérie Bègue        | Valérie Bègue                           | 36 ans | Miss France 2008, animatrice et comédienne               | Banane            | Démasqués lors du 7e épisode  | 2e         |
| Laurent Ournac       | Laurent Ournac                          | 42 ans | Comédien                                                 | Cerf              | Démasqués lors du 7e épisode  | 3e         |
| Gilbert Montagné     | Gilbert Montagné                        | 70 ans | Auteur, compositeur et interprète                        | Arbre             | Démasqué lors du 6e épisode   | 4e         |
| Marc-Antoine Le Bret | Marc-Antoine Le Bret (2e participation) | 36 ans | Humoriste et imitateur                                   | Croco             | Démasqué lors du 5e épisode   | 5e         |
| Yves Camdeborde      | Yves Camdeborde                         | 57 ans | Chef cuisinier                                           | Cochon            | Démasqué lors du 4e épisode   |            |
| Sylvie Tellier       | Sylvie Tellier                          | 43 ans | Miss France 2002 et directrice de la société Miss France | Caméléon          | Démasqués lors du 3e épisode  |            |
| Pierre Palmade       | Pierre Palmade                          | 54 ans | Humoriste, metteur en scène et acteur                    | Cosmonaute        | Démasqués lors du 3e épisode  |            |
| Marc-Antoine Le Bret | Marc-Antoine Le Bret                    | 36 ans | Humoriste et imitateur                                   | Tigresse          | Démasqué lors du 2e épisode   |            |
| Maud Fontenoy        | Maud Fontenoy                           | 44 ans | Navigatrice et femme politique                           | Poisson-corail    | Démasqués lors du 1er épisode |            |
| Alain Bernard        | Alain Bernard                           | 38 ans | Nageur                                                   | Bernard-l'hermite | Démasqués lors du 1er épisode |            |

| Personnalité | Personnalité | Âge    | Occupation                    | Costume    | Statut                       |
| ------------ | ------------ | ------ | ----------------------------- | ---------- | ---------------------------- |
| Seal         | Seal         | 59 ans | Auteur-compositeur-interprète | Cow-boy    | Démasqué lors du 5e épisode  |
| Teri Hatcher | Teri Hatcher | 57 ans | Actrice                       | Coccinelle | Démasquée lors du 2e épisode |

## Bilan par épisode
| ► Épisode                               | ► Épisode         | Épisode 1,     | Épisode 1,     | Épisode 1,           | Épisode 1,           | Épisode 2,            | Épisode 2,            | Épisode 3,            | Épisode 3,            | Épisode 3,            | Épisode 3,            | Épisode 4             | Épisode 4             | Épisode 5 (Quart-de-finale) | Épisode 5 (Quart-de-finale) | Épisode 6 (Demi-finale) | Épisode 6 (Demi-finale) | Épisode 7 (Finale)    | Épisode 7 (Finale)      | Épisode 7 (Finale)    |                      |
| ► Diffusion                             | ► Diffusion       | 1er avril 2022 | 1er avril 2022 | 1er avril 2022       | 1er avril 2022       | 8 avril 2022          | 8 avril 2022          | 15 avril 2022         | 15 avril 2022         | 15 avril 2022         | 15 avril 2022         | 22 avril 2022         | 22 avril 2022         | 29 avril 2022               | 29 avril 2022               | 6 mai 2022              | 6 mai 2022              | 13 mai 2022           | 13 mai 2022             |                       |                      |
| ► Épreuve                               | ► Épreuve         | 1er groupe     | 1er groupe     | 2e groupe            | 2e groupe            | Duel                  | Ballot.               | 1er groupe            | 1er groupe            | 2e groupe             | 2e groupe             | Duel                  | Ballot.               | Duel                        | Ballot.                     | Duel                    | Ballot.                 | 1er passage           | 2e passage (Classement) |                       |                      |
| ▼ Candidats                             | ▼ Candidats       | Duel           | Ballot.        | Duel                 | Ballot.              | Duel                  | Ballot.               | Duel                  | Ballot.               | Duel                  | Ballot.               | Duel                  | Ballot.               | Duel                        | Ballot.                     | Duel                    | Ballot.                 | 1er passage           | 2e passage (Classement) |                       |                      |
| --------------------------------------- | ----------------- | -------------- | -------------- | -------------------- | -------------------- | --------------------- | --------------------- | --------------------- | --------------------- | --------------------- | --------------------- | --------------------- | --------------------- | --------------------------- | --------------------------- | ----------------------- | ----------------------- | --------------------- | ----------------------- | --------------------- | -------------------- |
| Denitsa Ikonomova                       | Papillon          |                |                |                      |                      |                       |                       |                       |                       |                       |                       |                       |                       |                             |                             |                         |                         |                       |                         |                       |                      |
| Valérie Bègue                           | Banane            |                |                |                      |                      |                       |                       |                       |                       |                       |                       |                       |                       |                             |                             |                         |                         |                       |                         |                       |                      |
| Laurent Ournac                          | Cerf              |                |                |                      |                      |                       |                       |                       |                       |                       |                       |                       |                       |                             |                             |                         |                         |                       | Démasqué (Épisode 7)    | Démasqué (Épisode 7)  | Démasqué (Épisode 7) |
| Gilbert Montagné                        | Arbre             |                |                |                      |                      |                       |                       |                       |                       |                       |                       |                       |                       |                             |                             |                         |                         | Démasqué (Épisode 6)  | Démasqué (Épisode 6)    | Démasqué (Épisode 6)  |                      |
| Marc-Antoine Le Bret (2e participation) | Croco             |                |                |                      |                      |                       |                       |                       |                       |                       |                       |                       |                       |                             |                             | Démasqué (Épisode 5)    | Démasqué (Épisode 5)    | Démasqué (Épisode 5)  | Démasqué (Épisode 5)    | Démasqué (Épisode 5)  |                      |
| Yves Camdeborde                         | Cochon            |                |                |                      |                      |                       |                       |                       |                       |                       |                       |                       |                       | Démasqué (Épisode 4)        | Démasqué (Épisode 4)        | Démasqué (Épisode 4)    | Démasqué (Épisode 4)    | Démasqué (Épisode 4)  | Démasqué (Épisode 4)    | Démasqué (Épisode 4)  |                      |
| Sylvie Tellier                          | Caméléon          |                |                |                      |                      |                       |                       |                       |                       |                       |                       | Démasquée (Épisode 3) | Démasquée (Épisode 3) | Démasquée (Épisode 3)       | Démasquée (Épisode 3)       | Démasquée (Épisode 3)   | Démasquée (Épisode 3)   | Démasquée (Épisode 3) | Démasquée (Épisode 3)   | Démasquée (Épisode 3) |                      |
| Pierre Palmade                          | Cosmonaute        |                |                |                      |                      |                       |                       |                       |                       | Démasqué (Épisode 3)  | Démasqué (Épisode 3)  | Démasqué (Épisode 3)  | Démasqué (Épisode 3)  | Démasqué (Épisode 3)        | Démasqué (Épisode 3)        | Démasqué (Épisode 3)    | Démasqué (Épisode 3)    | Démasqué (Épisode 3)  | Démasqué (Épisode 3)    | Démasqué (Épisode 3)  |                      |
| Marc-Antoine Le Bret                    | Tigresse          |                |                |                      |                      |                       |                       | Démasqué (Épisode 2)  | Démasqué (Épisode 2)  | Démasqué (Épisode 2)  | Démasqué (Épisode 2)  | Démasqué (Épisode 2)  | Démasqué (Épisode 2)  | Démasqué (Épisode 2)        | Démasqué (Épisode 2)        | Démasqué (Épisode 2)    | Démasqué (Épisode 2)    | Démasqué (Épisode 2)  | Démasqué (Épisode 2)    | Démasqué (Épisode 2)  |                      |
| Maud Fontenoy                           | Poisson-corail    |                |                |                      |                      | Démasquée (Épisode 1) | Démasquée (Épisode 1) | Démasquée (Épisode 1) | Démasquée (Épisode 1) | Démasquée (Épisode 1) | Démasquée (Épisode 1) | Démasquée (Épisode 1) | Démasquée (Épisode 1) | Démasquée (Épisode 1)       | Démasquée (Épisode 1)       | Démasquée (Épisode 1)   | Démasquée (Épisode 1)   | Démasquée (Épisode 1) | Démasquée (Épisode 1)   | Démasquée (Épisode 1) |                      |
| Alain Bernard                           | Bernard-l'hermite |                |                | Démasqué (Épisode 1) | Démasqué (Épisode 1) | Démasqué (Épisode 1)  | Démasqué (Épisode 1)  | Démasqué (Épisode 1)  | Démasqué (Épisode 1)  | Démasqué (Épisode 1)  | Démasqué (Épisode 1)  | Démasqué (Épisode 1)  | Démasqué (Épisode 1)  | Démasqué (Épisode 1)        | Démasqué (Épisode 1)        | Démasqué (Épisode 1)    | Démasqué (Épisode 1)    | Démasqué (Épisode 1)  | Démasqué (Épisode 1)    | Démasqué (Épisode 1)  |                      |

Légende
- Candidat ne participant pas à l'épreuve en cours.
- Candidat vainqueur du duel, et donc qualifié pour l'étape / épisode suivant.
- Candidat ayant échoué à son duel, et donc envoyé en ballottage.
- Candidat sauvé lors du ballottage, et donc maintenu en lice pour l'étape ou l'épisode suivant.
- Candidat vaincu en ballottage, éliminé de la compétition, et démasqué.
- Candidat vainqueur de la compétition.
- Candidat terminant deuxième de la compétition.
- Candidat terminant troisième de la compétition.

## Bilan pour l’oreille d’or
| Candidats   | Candidats         | Enquêteurs                                    | Enquêteurs                                    | Enquêteurs                                    | Enquêteurs                                    | Enquêteurs                                    |
| Candidats   | Candidats         | Kev Adams                                     | Alessandra Sublet                             | Anggun                                        | Jarry                                         | Camille Combal                                |
| ----------- | ----------------- | --------------------------------------------- | --------------------------------------------- | --------------------------------------------- | --------------------------------------------- | --------------------------------------------- |
| 1er épisode | Bernard-l'hermite | Aucune des enquêteurs n’a trouvé son identité | Aucune des enquêteurs n’a trouvé son identité | Aucune des enquêteurs n’a trouvé son identité | Aucune des enquêteurs n’a trouvé son identité | Aucune des enquêteurs n’a trouvé son identité |
| 1er épisode | Poisson-corail    |                                               | L’enquêteur(s) à trouvé son identité          |                                               |                                               |                                               |
| 2e épisode  | Tigresse          | Aucune des enquêteurs n’a trouvé son identité | Aucune des enquêteurs n’a trouvé son identité | Aucune des enquêteurs n’a trouvé son identité | Aucune des enquêteurs n’a trouvé son identité | Aucune des enquêteurs n’a trouvé son identité |
| 3e épisode  | Cosmonaute        |                                               |                                               |                                               | L’enquêteur(s) à trouvé son identité          | L’enquêteur(s) à trouvé son identité          |
| 3e épisode  | Caméléon          | Aucune des enquêteurs n’a trouvé son identité | Aucune des enquêteurs n’a trouvé son identité | Aucune des enquêteurs n’a trouvé son identité | Aucune des enquêteurs n’a trouvé son identité | Aucune des enquêteurs n’a trouvé son identité |
| 4e épisode  | Cochon            | Aucune des enquêteurs n’a trouvé son identité | Aucune des enquêteurs n’a trouvé son identité | Aucune des enquêteurs n’a trouvé son identité | Aucune des enquêteurs n’a trouvé son identité | Aucune des enquêteurs n’a trouvé son identité |
| 5e épisode  | Crocodile         |                                               |                                               |                                               |                                               | L’enquêteur(s) à trouvé son identité          |
| 6e épisode  | Arbre             | L’enquêteur(s) à trouvé son identité          | L’enquêteur(s) à trouvé son identité          | L’enquêteur(s) à trouvé son identité          | L’enquêteur(s) à trouvé son identité          | L’enquêteur(s) à trouvé son identité          |
| 7e épisode  | Cerf              | L’enquêteur(s) à trouvé son identité          |                                               |                                               |                                               | L’enquêteur(s) à trouvé son identité          |
| 7e épisode  | Banane            | Aucune des enquêteurs n’a trouvé son identité | Aucune des enquêteurs n’a trouvé son identité | Aucune des enquêteurs n’a trouvé son identité | Aucune des enquêteurs n’a trouvé son identité | Aucune des enquêteurs n’a trouvé son identité |
| 7e épisode  | Papillon          |                                               |                                               |                                               |                                               | L’enquêteur(s) à trouvé son identité          |
|             |                   |                                               |                                               |                                               |                                               |                                               |
| Total :     | Total :           | 2                                             | 2                                             | 1                                             | 2                                             | 5                                             |
| vainqueur : | vainqueur :       | Camille Combal                                | Camille Combal                                | Camille Combal                                | Camille Combal                                | Camille Combal                                |

## Résumés détaillés

### 1erépisode, le1eravril 2022
Dans ce premier épisode, les onze personnalités s'affrontent.
Une première salve de duels voit s'affronter la banane et le cosmonaute, le bernard-l'hermite et le cerf, puis le caméléon et le croco. À l'issue de cette dernière, le cosmonaute, le cerf et le croco sont qualifiés, tandis que la banane, le bernard-l'hermite et le caméléon se retrouvent en ballottage. Le bernard-l'hermite est le premier éliminé, et révèle le nageur multi-médaillé olympique Alain Bernard sous le masque,.
Ensuite, la seconde salve a lieu, voyant s'affronter l'arbre et le cochon. Via le compte Mask Singer TF1 sur Twitter, il est annoncé qu'un candidat s'est blessé et qu'il ne chantera donc pas dans cet épisode ; une battle à trois commence alors entre le poisson-corail, le papillon et la tigresse qui est sauvée par le public et le jury. Le cochon et le poisson-corail se retrouvent en ballottage. Après vote du jury et du public, le poisson-corail est éliminé et doit donc se démasquer. Il s'agit de Maud Fontenoy, navigatrice et femme politique, qui se trouvait sous ce costume ; Elle fut correctement identifiée par Alessandra Sublet, qui remporte ainsi son premier point pour l'oreille d'or.

### 2eépisode, le 8 avril 2022
Une « star internationale » participe à cette deuxième soirée, sous le costume de la coccinelle. Après avoir interprété Feeling Good de Nina Simone, la coccinelle est invitée à enlever son masque, révélant l'actrice américaine Teri Hatcher, connue principalement pour ses rôles de Lois Lane dans la série Loïs et Clark, celui de la James Bond girl Paris Carver dans le film Demain ne meurt jamais et celui de Susan Mayer dans la série Desperate Housewives,,.
Toujours via le compte Mask Singer TF1 sur Twitter, il est annoncé que le candidat s'étant blessé ne chantera pas dans cet épisode.
L'arbre affronte la tigresse, le cochon affronte la banane, le cosmonaute affronte le cerf et un face à face à trois opposent le croco, le papillon et le caméléon. Le papillon, le cochon, le cerf et la tigresse sont envoyés en ballotage. À l'issue d'un deuxième vote, la tigresse est éliminée et doit se démasquer : c'est l'imitateur Marc-Antoine Le Bret que le public découvre sous ce masque. 

### 3eépisode, le 15 avril 2022
Pour ce troisième épisode placé sous le signe de la fête des indices, les huit candidats encore en lice s'affrontent en interprétant un indice sur leur identité et en mettant plein d’indices durant leur prestation ; Le 12e personnage ayant dû abandonner la compétition en raison d'une blessure.
La première salve voit s'affronter le cerf et le cochon, puis la banane et le cosmonaute. À l'issue de cette dernière, le cerf et la banane sont qualifiés, le cochon est repêché, et le cosmonaute est éliminé. Le public découvre Pierre Palmade dans ce costume ; Correctement identifié par Camille Combal et Jarry, l'humoriste du sketch du Scrabble offre aux deux enquêteurs leur premier point respectif pour l'oreille d'or.
Suit la seconde salve, qui voit s'affronter le caméléon et l'arbre d'une part puis le papillon et le croco d'autre part. L'arbre et le croco sont qualifiés, tandis que le ballottage repêche le papillon. Le caméléon, éliminé, se rend dans la salle dédiée en coulisses et se démaque, puis se retourne : le public découvre à l'écran Miss France 2002, et désormais directrice de la société Miss France : Sylvie Tellier.

### 4eépisode, le 22 avril 2022
Pour ce quatrième épisode, les six candidats encore en lice s'affrontent.
Afin d'aider les quatre enquêteurs titulaires, un invité déguisé en gorille dévoile un indice sur lui puis interprète la chanson Banana Split, de Lio, après quoi il donne une vérité et un mensonge sur lui avant d'être démasqué. Sous le costume se trouvait l'humoriste Anne Roumanoff, qui par la suite rejoint le banc des enquêteurs.
Arrivèrent ensuite les trois duels qui voient s'affronter le cerf et le papillon, la banane et le croco, puis le cochon et l'arbre. À l'issue de ces duels, le cerf, le croco et le cochon se retrouvent en ballottage, puis le cochon est éliminé. Également à la surprise générale, c'est le chef cuisinier français Yves Camdeborde qui se trouvait en dessous.

### 5eépisode, le 29 avril 2022, les quarts de finale
Pour ce cinquième épisode, les cinq candidats encore en lice ouvrent l'émission en chantant Ça (c'est vraiment toi) de Téléphone.
Une deuxième vedette internationale participe à cette deuxième soirée, sous le costume du cow-boy. Après avoir interprété With or Without You d'U2, le cow-boy est invité à enlever son masque. Sous ce costume se cachait Seal, auteur-compositeur-interprète britannique, qui participe ainsi à sa seconde édition du concours après avoir été un concurrent régulier aux États-Unis, sous le costume d'un léopard.

Un premier face à face à trois opposent la banane, le cerf et le croco, puis un face à face se déroule entre l'arbre et le papillon. Le croco et l'arbre sont envoyés en ballotages. À l'issue d'un deuxième vote, le croco est éliminé et doit se démasquer : c'est à nouveau Marc-Antoine Le Bret que le public retrouve sous ce costume ; il avait été correctement identifié par Camille Combal qui remporte ainsi son deuxième point pour l'oreille d'or.

### 6eépisode, le 6 mai 2022, la demi-finale
Le sixième épisode voit s'affronter les quatre candidats encore en lice. Aucun des candidats n'évite la compétition ce soir.
Afin d'aider les quatre enquêteurs, un invité déguisé en loup dévoile une information sur lui avec sa vraie voix et un indice sur lui puis interprète la chanson Pauvres Diables, de Julio Iglesias. Sous le costume se trouvait le chanteur Kendji Girac.
Pour cet épisode, les enquêteurs donnent un mot à chaque candidat encore en lice afin de l'entendre le répéter avec sa vraie voix.

Un premier face à face oppose le papillon et le cerf, puis la banane affronte l'arbre. Le cerf et l'arbre sont en ballotage. À l'issue d'un deuxième vote, l'arbre est éliminé et doit se démasquer : c'est Gilbert Montagné qui était sous ce costume ; correctement identifié par les quatre enquêteurs et Camille Combal.

### 7eépisode, le 13 mai 2022, la finale
Les trois finalistes sont le cerf, la banane et le papillon. Pour la première partie de l'émission, chacun chante en duo avec un candidat de la saison 2, respectivement : le cerf avec le gagnant précédent le manchot (Larusso), la banane avec le robot (Daniel Lévi) et le papillon avec l’araignée (Karine Ferri). Ce passage-ci n'est pas éliminatoire.
Ensuite ont lieu le premier duel de la soirée et la révélation des derniers indices sur les personnalités. À l'issue du premier duel, le cerf est éliminé et donc démasqué : C'est l'acteur Laurent Ournac, correctement identifié par Kev Adams et Camille Combal qui se trouvait sous ce costume ; il termine ainsi troisième de la compétition.
Après cette élimination, les deux candidats encore en lice chantent une dernière chanson, puis le panel vote pour désigner le vainqueur : Le papillon remporte le jeu.
La banane, qui termine en deuxième position, révèle Miss France 2008, la désormais comédienne Valérie Bègue ; et sous celui du papillon, la danseuse et chorégraphe bulgare Denitsa Ikonomova. Cette dernière remporte le jeu et le trophée de Mask Singer. Le papillon a été correctement identifié par Camille Combal qui remporte ainsi le trophée de l’oreille d’or contre les enquêteurs.

## Audiences et diffusion

### Mask Singer
En France, l'émission est diffusée les vendredis, depuis le 1er avril 2022. Un épisode dure environ 2 h 25 (publicités incluses), soit une diffusion de 21 h 5 à 23 h 30.
| Épisode            | Date de diffusion       | Horaire de diffusion | Audience moyenne          | Audience moyenne | Audience moyenne | Classement des audiences | Réf.   |
| Épisode            | Date de diffusion       | Horaire de diffusion | Nombre de téléspectateurs | Part de marché   | Part de marché   | Classement des audiences | Réf.   |
| Épisode            | Date de diffusion       | Horaire de diffusion | Nombre de téléspectateurs | (4 ans et plus)  | (FRDA-50)        | Classement des audiences | Réf.   |
| ------------------ | ----------------------- | -------------------- | ------------------------- | ---------------- | ---------------- | ------------------------ | ------ |
| 1                  | Vendredi 1er avril 2022 | 21:05 - 23:30        | 3 580 000                 | 20,2 %           | 38,1 %           | 2e                       | [ 24 ] |
| 2                  | Vendredi 8 avril 2022   | 21:05 - 23:30        | 3 730 000                 | 21 %             | 39,1 %           | 2e                       | [ 25 ] |
| 3                  | Vendredi 15 avril 2022  | 21:05 - 23:30        | 3 390 000                 | 20 %             | 35 %             | 2e                       | [ 26 ] |
| 4                  | Vendredi 22 avril 2022  | 21:05 - 23:30        | 3 630 000                 | 20,7 %           | 38,4 %           | 2e                       | [ 27 ] |
| 5                  | Vendredi 29 avril 2022  | 21:05 - 23:30        | 3 710 000                 | 20,8 %           | 35,2 %           | 1er                      | [ 28 ] |
| 6                  | Vendredi 6 mai 2022     | 21:05 - 23:30        | 3 500 000                 | 19,6 %           | 36,7 %           | 1er                      | [ 29 ] |
| 7                  | Vendredi 13 mai 2022    | 21:05 - 23:30        | 3 470 000                 | 21,6 %           | 40,2 %           | 1er                      | [ 30 ] |
|                    |                         |                      |                           |                  |                  |                          |        |
| Bilan de la saison | Bilan de la saison      | Bilan de la saison   | 3 570 000                 | 20,6 %           | 37,5 %           | NC                       | [ 31 ] |

Légende :
- Plus hauts scores d'audiences
- Plus bas scores d'audiences

### Mask Singer, l'enquête continue
En France, chaque épisode est suivi de Mask Singer, l'enquête continue, émission qui dure environ 1 h (publicités incluses), soit une diffusion de 23 h 30 à 0 h 30.
| Épisode | Date de diffusion | Nombre de téléspectateurs | Part de marché (sur les 4 ans et plus) | Classement des audiences | Références |
| ------- | ----------------- | ------------------------- | -------------------------------------- | ------------------------ | ---------- |
| 1       | 1er avril 2022    | 1 086 000                 | 17,8 %                                 | 1er                      | [ 32 ]     |
| 2       | 8 avril 2022      | 848 000                   | 14,1 %                                 | 1er                      | [ 33 ]     |
| 3       | 15 avril 2022     | 1 004 000                 | 16,3 %                                 | 1er                      | [ 34 ]     |
| 4       | 22 avril 2022     | 1 120 000                 | 16 %                                   | 1er                      | [ 35 ]     |
| 5       | 29 avril 2022     | 1 359 000                 | 17,5 %                                 | 1er                      | [ 36 ]     |
| 6       | 6 mai 2022        | 1 234 000                 | 16,2 %                                 | 1er                      | [ 37 ]     |

Légende :
- Plus hauts scores d'audiences
- Plus bas scores d'audiences